# Anchesenamun
Anchesenamun, auch Anches-en-Amun, ursprünglich Anchesenpaaton oder Anches-en-pa-Aton, war die Große königliche Gemahlin des altägyptischen Königs (Pharao) Tutanchamun und die dritte Tochter von König Amenophis IV. (Echnaton) und seiner Großen königlichen Gemahlin Nofretete. Anchesenamun wurde in Echnatons 5. oder 6. Regierungsjahr geboren (circa 1348 bis 1322 v. Chr.) und erhielt den Inschriften zufolge den Namen „Anchesenpaaton“.

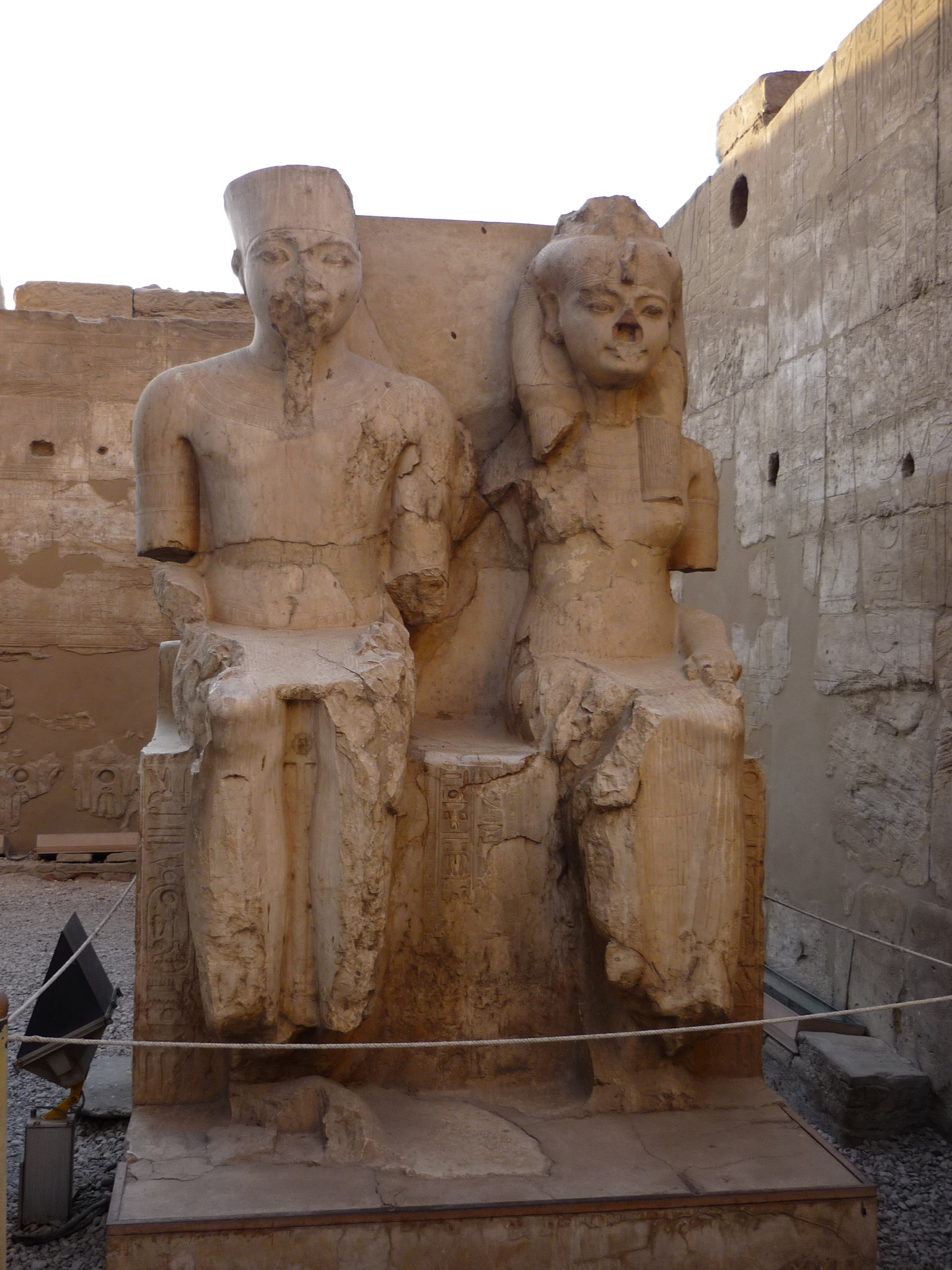
Statuenpaar von Tutanchamun und Anchesenamun im Luxor-Tempel

Nach dem Tod ihrer Schwestern, und wahrscheinlich schon vor dem Tod Semenchkares, heiratete Anchesenpaaton ihren Halbbruder / Bruder Tutanchaton (Tutanchamun). Nach der Krönung von Tutanchaton zum Pharao blieben beide zunächst in der Hauptstadt des verstorbenen Echnaton, der Sonnenstadt Achet-Aton („Horizont des Aton“), dem heutigen Amarna. Wenige Jahre später wurde die Hauptstadt nach Memphis verlegt und Achet-Aton als Residenz aufgegeben. Die Namen beider Königskinder wurden, wie seinerzeit der von Amenophis auf Echnaton, geändert. Tutanchaton hieß fortan Tutanchamun und Anchesenpaatons Name wurde in Anchesenamun geändert.
Aufgrund der verschiedenen in Tutanchamuns Grab gefundenen Abbildungen des Königspaares wird die Geschwister-Ehe als einvernehmlich und liebevoll betrachtet. Diese Art der Darstellung kann jedoch auch auf die bisherige Kunst aus der Amarna-Zeit zurückzuführen sein, in dem die Königsfamilie stets idealisiert dargestellt wurde.
Die beiden im Grab von Tutanchamun (KV62) im Tal der Könige gefundenen Föten gelten als Töchter von Anchesenamun und Tutanchamun. Es handelt sich bei den zwei Kindern um eine Frühgeburt aus dem 5. Schwangerschaftsmonat und eine Totgeburt aus dem 8. Monat. Genetisch konnte festgestellt werden, dass die totgeborenen Kinder von Tutanchamun und der Mumie KV21A sind. Diese Mumie konnte jedoch nicht als Anchesenamun und als Tochter Echnatons identifiziert werden.
Eje folgte Tutanchamun auf den Thron und heiratete möglicherweise Anchesenamun, da beide Namen gemeinsam auf zwei Ringen genannt sind, die sich im Ägyptischen Museum in Berlin befinden. Demzufolge hätte diese Heirat der Legitimation von Ejes Herrschaft gedient, da er nicht von königlichem Geblüt aus Echnatons Erblinie war. Anchesenamun wird nach Tutanchamuns Tod weder inschriftlich erwähnt, noch wird sie als Gattin des Eje in dessen Grab (WV23) genannt. Ihr Grab ist unbekannt.
Im Zusammenhang mit der umstrittenen Daḫamunzu-Affäre wird vermutet, dass Anchesenamun nach dem Tode Tutanchamuns den Hethiterfürsten Šuppiluliuma I. einen von dessen Söhnen als Gemahl erbeten habe. Dieser hätte König werden sollen, da sie als letztes verbliebenes Mitglied der Königsfamilie von Echnaton eine Regierungsübernahme Ejes verhindern wollte.